# 1296年
| 千纪： | 2千纪 |
| 世纪： | 12世纪 \| 13世纪 \| 14世纪                                                                                 |
| 年代： | 1260年代 \| 1270年代 \| 1280年代 \| 1290年代 \| 1300年代 \| 1310年代 \| 1320年代                           |
| 年份： | 1291年 \| 1292年 \| 1293年 \| 1294年 \| 1295年 \| 1296年 \| 1297年 \| 1298年 \| 1299年 \| 1300年 \| 1301年 |
| 纪年： | 丙申年（猴年）；元元贞二年；越南興隆四年；日本永仁四年                                                     |

## 大事记
- 英格蘭國王愛德華一世派遣軍隊進攻蘇格蘭。4月27日，英格蘭取得了鄧巴戰役勝利，奪取了鄧巴城堡。7月8日，蘇格蘭國王約翰·巴里奧被迫退位。
- 羅馬教宗伯尼法西斯八世發布《A holy duarul》，削去了世俗君主對神職人員的權力，成為法國國王腓力四世與教皇伯尼法西斯八世政教衝突的導火線。